# Ginka Zagorčeva
Ginka Serafimova Zagorčeva (in bulgaro Гинка Серафимова Загорчева?; Rakovski, 12 aprile 1958) è un'ex ostacolista bulgara, campionessa mondiale dei 100 metri ostacoli a Roma 1987.

## Palmarès
| Anno | Manifestazione  | Sede         | Evento   | Risultato | Prestazione | Note                  |
| ---- | --------------- | ------------ | -------- | --------- | ----------- | --------------------- |
| 1982 | Europei         | Atene        | 100 m hs | 8ª        | 13"14       |                       |
| 1983 | Europei indoor  | Budapest     | 60 m hs  | 4ª        | 8"08        |                       |
| 1983 | Mondiali        | Helsinki     | 100 m hs | Bronzo    | 12"62       |                       |
| 1985 | Mondiali indoor | Parigi       | 60 m hs  | 5ª        | 8"13        |                       |
| 1985 | Europei indoor  | Il Pireo     | 60 m hs  | Argento   | 8"02        |                       |
| 1986 | Europei         | Stoccarda    | 100 m hs | Bronzo    | 12"70       |                       |
| 1987 | Europei indoor  | Liévin       | 60 m hs  | Bronzo    | 7"92        |                       |
| 1987 | Mondiali indoor | Indianapolis | 60 m hs  | Bronzo    | 7"99        |                       |
| 1987 | Mondiali        | Roma         | 100 m hs | Oro       | 12"34       | Record dei campionati |
| 1988 | Europei indoor  | Budapest     | 60 m hs  | 4ª        | 7"95        |                       |
| 1988 | Giochi olimpici | Seul         | 100 m hs | Batteria  | dnf         |                       |
| 1990 | Europei         | Spalato      | 100 m hs | 6ª        | 13"02       |                       |